# Dunninald Castle

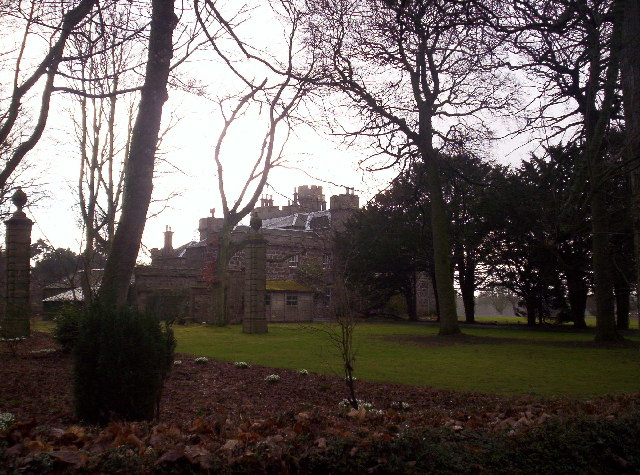
Dunninald Castle

Dunninald Castle ist ein Herrenhaus nahe der schottischen Kleinstadt Montrose in der Council Area Angus. 1971 wurde das Bauwerk in die schottischen Denkmallisten in der höchsten Denkmalkategorie A aufgenommen. Das Gesamtanwesen ist im schottischen Register für Landschaftsgärten verzeichnet. In einer von sieben Kategorien wurde das höchste Prädikat „herausragend“ verliehen.

## Geschichte
Der Name Dunninald leitet sich von den gälischen Ausdrücken „Dun“ (Befestigung, Burg) und „Ard“ (hochgelegen, aufragend) ab. Er bezeichnete eine umgangssprachlich als Black Jack Castle bekannte Burg an einer Klippe über der Nordsee. Der Name färbte auf das zugehörige Anwesen ab und übertrug sich auf das um 1590 errichtete Herrenhaus, das sich bereits nicht mehr an der Küste, sondern nahe dem Standort des heutigen Dunninald Castle befand. 1617 erwarb Patrick Leighton das Anwesen, bevor es 1663 durch Heirat an Thomas Allardyce fiel. Auch die Grundlagen der umgebenden Parkanlage wurden vermutlich bereits im 17. Jahrhundert gelegt. In den 1800er Jahren ging das Anwesen an sie Scotts of Logie über, die als Lairds fungierten. Der Kaufmann, Vorsitzende der East India Company und spätere Politiker David Scott erwarb Dunninald im Jahre 1786 nach seiner Rückkehr aus Indien von seinem Bruder Archibald.
David Scott betraute James Playfair mit dem Entwurf eines neuen Herrenhauses sowie einer Plansiedlung. Auf Grund Scotts zahlreicher Verpflichtungen und schlechten Gesundheit sowie dem Tod Playfairs 1794 wurden die Pläne jedoch nicht umgesetzt. Einzig der neue Gutshof wurde um die Jahrhundertwende errichtet. Nach Scotts Tod 1805 erbte sein Sohn das Anwesen. Da er auch ein weiteres Anwesen geerbt hatte, veräußerte er Dunninald an den Immobilienspekulanten Robert Spears. 1811 erwarb Peter Arkley Dunninald. Im selben Jahr beauftragte er den schottischen Architekten James Gillespie Graham mit dem Entwurf eines neuen Herrenhauses. Die 1819 begonnenen Bauarbeiten wurde 1824 abgeschlossen. Es ist bis heute weitgehend unverändert erhalten. John Stansfeld entwickelte um die Jahrhundertwende die Gärten und Parks.

## Beschreibung
Dunninald Castle steht rund drei Kilometer südlich von Montrose nahe der Nordseeküste. Die Herrenhäuser Craig House und Usan House stehen nicht weit entfernt. Das große zweistöckige Herrenhaus ist im historisierenden neo-tudorgotischen Stil ausgestaltet. Es ist im Stile einer Festung mit Pseudo-Zinnenbewehrung und einem Eckturm sowie einem Treppenturm ausgeführt.